# The jetset life is gonna kill you
«The Jetset Life Is Gonna Kill You» es la séptima pista del disco Three Cheers For Sweet Revenge de la banda My Chemical Romance. Esta canción no parece tener relación con los Demolition Lovers del disco I Brought You My Bullets, You Brought Me Your Love, pero hay especulaciones de que esta canción trata sobre los problemas de Gerard Way con las drogas mientras grababan el disco Three Cheers For Sweet Revenge.

## Curiosidades
- En el minuto 1 con 14 segundos de la canción, Way dice en una mezcla de inglés y español Hotel Bella Muerte (aunque se creía ser italiano, recientemente un fan habló a Gerard a través de la red social Twitter sobre dicha línea "italiana", y él aclaró que era español).
- Luego de cinco años desde su grabación, se incluyó una versión en vivo de esta canción en el nuevo álbum en vivo de la banda, ¡Venganza!.